# Norbert Dittmar
Norbert Dittmar (* 4. März 1943 in Bielefeld; † 24. Januar 2025 in Berlin) war ein deutscher Sprachwissenschaftler und Hochschullehrer.

## Leben
Nach seinem Abitur 1963 in Bielefeld studierte Dittmar von 1965 bis 1967 sowie 1969 Germanistik, Slawistik und Philosophie an der Albert-Ludwigs-Universität Freiburg, von 1967 bis 1968 Romanistik und Linguistik an der Universität Aix-Marseille, von 1969 bis 1970 Romanistik, Linguistik und Germanistik an der Freien Universität Berlin und von 1970 bis 1974 Linguistik, Romanistik und Philosophie an der Universität Konstanz. Er promovierte 1974 an der Universität Konstanz mit der Arbeit Soziolinguistik. Exemplarische und kritische Darstellung ihrer Theorie, Empirie und Anwendung. 1979 habilitierte er sich an der Freien Universität Berlin. 1979 wurde er dort Professor für Linguistik. Dittmar emeritierte 2008.

## Forschungsschwerpunkte
Die Forschungsschwerpunkte von Dittmar waren Soziolinguistik, Grammatik, Pragmatik der gesprochenen Sprache, Zweitspracherwerb und Diskursanalyse.

## Veröffentlichungen (Auswahl)
- Soziolinguistik. Exemplarische und kritische Darstellung ihrer Theorie, Empirie und Anwendung. Mit kommentierter Bibliographie (= Schwerpunkte Linguistik und Kommunikationswissenschaft. Band 4). Athenäum-Verlag, Frankfurt/M. 1973, ISBN 3-7610-4704-5.